# Suniufe
Suniufe (Suni-Ufe, Suni Ufe) ist ein osttimoresischer Suco im Verwaltungsamt Nitibe (Sonderverwaltungsregion Oe-Cusse Ambeno).

## Geographie
Vor der Gebietsreform 2015 hatte Suniufe eine Fläche von 44,93 km². Nun sind es 45,51 km². Der Suco liegt im Norden des Verwaltungsamts Nitibe, an der Küste der Sawusee. Südwestlich liegt der Suco Usitaco, östlich Taiboco, dass zum Verwaltungsamt Pante Macassar gehört. Entlang der Grenze zu Taiboco fließt der Fluss Oenuno (Oenunu).
An der Nordküste befindet sich an der Mündung des Oenuno das Dorf Fuabana (Fuabano), das zusammen mit Oelnanoe und Oenuno (Oenoenoe, Oenunu, Oé-Nuno, Oe-Nuno) und im benachbarten Suco Taiboco Cabana (Kabana) und Bokon ein Siedlungszentrum bildet. Ebenfalls an der Küste liegt im Westen, an der Grenze zu Usitaco die Ortschaft Uthaotfoo (Uthautfoo). Im Zentrum des Sucos befindet sich der Ort Manuoef und an der Südostgrenze zu Taiboco das Dorf Neofmuti. Im Siedlungszentrum von Fuabano befindet sich eine Grundschule, die Escola Primaria Oenuno.  Entlang der Küste führt eine Überlandstraße, die durch kleinere Straßen mit den Orte im Inselinneren verbunden ist.
Im Suco befinden sich die drei Aldeias Cabana, Fuabano und Oelnanoe.

## Einwohner
In Sunniufe leben 2.210 Einwohner (2022), davon sind 1.073 Männer und 1.137 Frauen. Im Suco gibt es 476 Haushalte. Fast 99 % der Einwohner geben Baikeno als ihre Muttersprache an. Kleine Minderheiten sprechen Bekais oder Tetum Prasa.

## Geschichte
Im April 2010 drohte durch Dürren eine Nahrungsmittelknappheit in der Region.

## Politik
Bei den Wahlen von 2004/2005 wurde Paulo Cobo Colo Suis zum Chefe de Suco gewählt und 2009 in seinem Amt bestätigt. Bei den Wahlen 2016 gewann Krisantus Tamele.